# Dumb
«Dumb» (с англ. — «Тупой») — песня американской рок-группы Nirvana, написанная вокалистом и гитаристом группы Куртом Кобейном. Фигурирует в качестве 6-го трека на третьем студийном альбоме коллектива, In Utero, выпущенным в сентябре 1993 года на лейбле DGC Records.
Несмотря на то, что песня никогда не выпускалась в качестве сингла, она заняла 37-е место в американском национальном альтернативном чарте Airplay, который публиковался дочерней компанией Billboard — Radio & Records.

## Предыстория и запись
Песня была сочинена Куртом Кобейном летом 1990 года, после того, как он начал проявлять существенный интерес к сочинению песен в более лёгком стиле, близком к поп-музыке. Дебютное исполнение «Dumb» состоялось 25 сентября 1990 года — музыкант сыграл композицию сольно, аккомпанируя себе на акустической гитаре, во время шоу Boy Meets Girl на радиостанции KAOS (FM) в Олимпии, штат Вашингтон. 25 ноября 1990 года песня была впервые исполнена всеми участниками группы совместно — во время их концерта в сиэтлском кафе «Off Ramp Café».
Версия «Dumb» с законченным текстом была записана группой 3 сентября 1991 года в лондонской студии Maida Vale Studios, специально для передачи Джона Пила выходившей на радио Би-би-си. Полная студийная сессия, которая также включала две песни из свежего релиза группы — Nevermind, была спродюсирована Дейлом Гриффином и прозвучала в эфире Би-би-си 3 ноября 1991 года. 26 октября 1992 три дубля песни были записаны вместе с продюсером Джеком Эндино на студии Word of Mouth в Сиэтле, однако все они были инструментальными, как и все другие песни, записанные во время этой сессии, за исключением одного из дублей «Rape Me».
В итоге, финальная студийная версия песни была записана вместе со Стивом Альбини на студии Pachyderm Studio в Каннон-Фолс, штат Миннесота, в феврале 1993 года и была выпущена на третьем и последнем студийном альбоме группы, In Utero, в сентябре 1993 года. Звучащую в композиции партию на виолончели исполнила Кера Шейли, которая также поучаствовала в записи композиции «All Apologies». В интервью 1993 года журналу Rolling Stone Кобейн сказал Дэвиду Фрике, что ему жаль, что он не включил больше песен, подобных этим двум, на свои предыдущие альбомы, отметив, что Nirvana до сих пор «не смогла продемонстрировать более лёгкую, более динамичную сторону нашей группы».
«Dumb» стала неотъемлемой частью сет-листа концертов Nirvana во время гастрольного тура в поддержку альбома In Utero. Композиция была сыграна на последнем концерте Nirvana, состоявшимся в Мюнхене («Terminal 1») — 1 марта 1994 года.

## Тематика и содержание
Журналистка Джиллиан Гаар (англ. Gillian G. Gaar) отмечала, что «Dumb» была одной из немногих песен Nirvana, которые оставались «сдержанными от начала и до конца», сравнивая её с композицией из альбома Bleach «About a Girl». В свою очередь, писатель Майкл Азеррад назвал песню «битлообразной», отметив это в книге посвящённой группе — «Come as You Are: The Story of Nirvana». В одном из интервью бас-гитарист Nirvana Крист Новоселич назвал «Dumb» «прекрасной песней. Это действительно хорошая песня. Мне нравится версия записанная для „Би-би-си“. Она [звучит] по-настоящему сыро, но при этом чрезвычайно красива. Приятная попсовая песня».
В интервью 1993 года журналу Melody Maker Кобейн пояснил, что песня была «о людях, которых легко развлечь, людях, которые не только не способны развивать свой интеллект, но абсолютно счастливы смотреть телевизор 10 часов кряду и получать от этого неподдельное удовольствие. Я встречал много тупых людей. У них дерьмовая работа, они могут быть совершенно одиноки, у них нет девушки, у них нет насыщенной социальной жизни, и все же, по какой-то причине, они счастливы».
Хотя песня была написана до того, как Кобейн пристрастился к героину, «Dumb» является одной из немногих композиций Nirvana, в которых прямо упоминается употребление наркотиков. В черновых примечаниях к песне Кобейн обвинил «всю эту якобы не вызывающую зависимость, безвредную» марихуану в том, что она расшатала его нервы и ухудшила память, заявив, что «она никогда по-настоящему не вставляла», что привело его к «шагу в сторону» тяжёлых наркотиков — героина.
В 2015 году дочь Курта, Фрэнсис Бин Кобейн, упомянула «Dumb» в интервью Rolling Stone, сказав: «Я плачу каждый раз, когда слышу эту песню. Это упрощённая версия восприятия Куртом самого себя — себя в вопросе наркозависимости, и вне наркозависимости, а также его самоощущение несоответствия титулу голоса поколения».

## Отзывы критиков и наследие
В обзоре In Utero для журнала Rolling Stone Дэвид Фрике привёл «Dumb», наряду с «Heart-Shaped Box», в качестве доказательства того, что если у Поколения X «когда-нибудь будет свой Леннон… Кобейн чертовски близок к этому [званию]». В свою очередь, Уилл Брайант из медиа-портала Pitchfork назвал песню «одним из самых недооценённых усилий Кобейна, популистской ревизией „Lithium“, который заменяет мизантропию „Nevermind“ искренним самоуничижением». Брайант похвалил виолончель Керы Шейли назвав его «секретным оружием» песни, а также бридж композиции «безусловно, один из лучших у Кобейна».
Хотя «Dumb» никогда не выпускалась в качестве сингла, песня стала популярной на американском альтернативном рок-радио, и попала в ротацию европейских радиостанций. Композиция заняла 39-е место в списке «100 лучших песен 1994 года» по версии радиостанции WHFS, а также 41-е, 56-е и 82-е в аналогичных рейтингах радиостанций KROQ-FM, Q101 и 91X соответственно. Кроме того, «Dumb» отметилась на 381-й позиции списка «500 лучших песен 1994 года» радиостанции Live 105, а также на 266-й строчке в голосовании «300 лучших революционных песен» того же радио, годом позже. Помимо этого, в конце десятилетия «Dumb» заняла 220-е место в рейтинге «500 лучших песен 1990-х» радиостанции WHFS. В 1994 году комбинированный радиоэфир позволил песне занять 37-е место в американском национальном альтернативном чарте Airplay, который публиковался Radio & Records, дочерним изданием компании Billboard. Впоследствии композиция была выпущена на двух наиболее популярных сборниках группы: Nirvana (2000) и Icon (2010).
В 2004 году «Dumb» заняла седьмое место в списке журнала Q «10 величайших песен Nirvana»; в 2011 году она попала на шестую строчку аналогичного списка журнала New Musical Express. В 2015 году композиция» отметилась на двадцатой позиции рейтинга Rolling Stone «102 песни Nirvana в порядке убывания». Помимо этого, композиция заняла девятое место в голосовании газеты The Guardian «20 величайших песен Nirvana», 2019 года.
В 2017 году, по случаю 50-летия со дня рождения Курта Кобейна, Phonographic Performance Limited опубликовала список двадцати самых ротируемых песен Nirvana на радио и телевидении Великобритании, «Dumb» заняла в нём 19-е место.

## Чарты
| Чарт (1994)                                       | Высшая позиция |
| ------------------------------------------------- | -------------- |
| US Alternative National Airplay (Radio & Records) | 37             |

## Награды
| Год  | СМИ          | Страна         | Рейтинг                                               | Место |
| ---- | ------------ | -------------- | ----------------------------------------------------- | ----- |
| 2004 | Q            | Великобритания | High Spirits: 10 величайших песен Nirvana всех времён | 7     |
| 2011 | NME          | Великобритания | Nirvana: 10 их лучших треков                          | 6     |
| 2019 | The Guardian | Великобритания | 20 величайших песен Nirvana — в порядке убывания!     | 9     |

## История записи и релиза

### Демо- и студийные версии
| Дата записи        | Студия                                                                          | Продюсер/музыкант | Дата выпуска                               | Музыканты |
| ------------------ | ------------------------------------------------------------------------------- | ----------------- | ------------------------------------------ | --- |
| 25 сентября 1990   | Boy Meets Girl, KAOS (FM), Колледж Вечнозелёного штата, Олимпия, штат Вашингтон | Кальвин Джонсон   | Официально не издавалась[A]                | - Курт Кобейн (вокал, гитара)                                                                                |
| 3 сентября 1991    | Maida Vale Studios, Лондон, Англия                                              | Дейл Гриффин      | With the Lights Out (2004)                 | - Курт Кобейн (вокал, гитара) - Крист Новоселич (бас-гитара) - Дэйв Грол (ударные)                           |
| 26 октября 1992    | Word of Mouth Productions, Сиэтл, штат Вашингтон[B]                             | Джек Эндино       | In Utero (Deluxe) (2013)                   | - Курт Кобейн (гитара) - Крист Новоселич (бас-гитара) - Дэйв Грол (ударные)                                  |
| 12-26 февраля 1993 | Pachyderm Studio, Каннон-Фолс, штат Миннесота                                   | Стив Альбини      | In Utero (1993) Nirvana (2002) Icon (2010) | - Курт Кобейн (вокал, гитара) - Крист Новоселич (бас-гитара) - Дэйв Грол (ударные) - Кера Шейли (виолончель) |

### Концертные версии
| Дата записи     | Концертная площадка                         | Дата выпуска                          | Музыканты |
| --------------- | ------------------------------------------- | ------------------------------------- | --- |
| 30 августа 1992 | Reading Festival, Рединг, Англия            | Live at Reading (2009)                | - Курт Кобейн (вокал, гитара) - Крист Новоселич (бас-гитара) - Дэйв Грол (ударные, бэк-вокал)                                                  |
| 18 ноября 1993  | Sony Music Studios, Нью-Йорк, штат Нью-Йорк | MTV Unplugged in New York (1994/2007) | - Курт Кобейн (вокал, гитара) - Крист Новоселич (бас-гитара) - Дэйв Грол (ударные, бэк-вокал) - Пэт Смир (гитара) - Лори Голдстон (виолончель) |

## Кавер-версии
| Год  | Исполнитель | Альбом              |
| ---- | ----------- | ------------------- |
| 2016 | Best Coast  | Summer is Forever 2 |